# رماية بارالمبية
الرماية البارالمبية، المعروفة أيضًا باسم رياضة الرماية لذوي الاحتياجات الخاصة (رماية البارالمبياد)، هي تعديل لرياضة الرماية للمتنافسين من ذوي الإعاقات. الرماية هي اختبار للدقة والتحكم، حيث يستخدم المتنافسون المسدسات أو البنادق لإطلاق سلسلة من الطلقات نحو هدف ثابت. كل طلقة تستحق أن تحقق الحد الأقصى من النقاط وقدرها 10.9 نقطة. يستخدم الرياضيون بنادق ومسدسات عيار 0.22 وبنادق هواء عيار 0.177 (هواء مضغوط أو هوائي). ظهرت الرماية البارالمبية لأول مرة في دورة الألعاب البارالمبية الصيفية عام 1976 في ألعاب تورونتو.
المسابقات مفتوحة لجميع الرياضيين ذوي الإعاقات الجسدية. تعتمد الرماية على نظام تصنيف وظيفي. يتيح هذا النظام لمستخدمي الكراسي المتحركة والرياضيين المتنقلين من فئات إعاقات مختلفة التنافس معًا، سواء بشكل فردي أو ضمن فرق.
يتنافس الرياضيون في مسابقات البنادق والمسدسات من مسافات 10 و25 و50 مترًا، في مسابقات للرجال والنساء ومسابقات مختلطة. ومن بين مسابقات الرماية البارالمبية الاثنى عشرة، هناك ستة مسابقات مفتوحة لكل من النساء والرجال، وثلاثة مسابقات مفتوحة للنساء فقط، وثلاثة مسابقات مفتوحة للرجال فقط.
تخضع هذه الرياضة لإشراف اللجنة البارالمبية الدولية ويتم تنسيقها من قبل اللجنة الفنية العالمية لرياضة الرماية لذوي الاحتياجات الخاصة، وفقًا للقواعد المعدلة للاتحاد الدولي لرياضة الرماية. تأخذ هذه القواعد في الاعتبار الاختلافات الموجودة بين الرماية للأشخاص الأصحاء والرماية للأشخاص ذوي الإعاقة.
في نوفمبر 2016، قامت اللجنة البارالمبية الدولية بتغيير الاسم الرسمي لهذه الرياضة إلى "رياضة الرماية البارالمبية"، وأعادت تسمية اللجنة المنسقة من "اللجنة الفنية لرياضة الرماية البارالمبية الدولية" لتعكس هذا التغيير.

## نظام التصنيف
يتم تمثيل فئتي SH1 وSH2 فقط في الألعاب البارالمبية، وذلك بناءً على قواعد وأنظمة تصنيف الرياضات البارالمبية العالمية للرماية.
- SH1 – تصنيف الرماة القادرون على حمل السلاح الناري دون الحاجة إلى حامل.
- SH2 – تصنيف الرماة الذين يحتاجون إلى دعم للسلاح الناري لاطلاق النار.
- SH3 – تصنيف الرماة المكفوفون (تستهدف الأهداف التى تصدر أصواتا)

تحدد التصنيفات الفرعية A وB وC ارتفاع مسند ظهر الكرسي المتحرك اعتمادًا على قوة الظهر والحوض لكل رياضي.

## تعديلات المعدات
يستخدم الرماة ذوو الإعاقة نفس الأسلحة النارية والملابس التى يستخدمها الرماة الأصحاء. التعديلات محددة حسب المعدات:
- طاولة رماية منفصلة للمنافسين القادرين على الحركة أو طاولة متكاملة لمستخدمي الكراسي المتحركة في أحداث الرماية من وضع الانبطاح أو ذات الثلاثة أوضاع.
- كرسي رماية للمتنافسين المتنقلين أو كرسي متحرك للمستخدمين في وضع الانبطاح أو ذات الثلاثة أوضاع.
- سترة الرماية قصيرة للمتنافسين الجالسين - تنتهي حافة السترة أعلى أفخاد الرماة عند الجلوس.
- حامل بندقية مع توتر نابض يعتمد على درجة قدرة الرامي من فئة SH2 على دعم البندقية.

قواعد رياضة الرماية البارالمبية العالمية مستمدة جزئيًا من قواعد الاتحاد الدولي لرياضة الرماية. في مسابقة 10 أمتار للبندقية الهوائية في وضعية الانبطاح والبندقية عيار .22 في وضعية الانبطاح، يُطلب من رماة فئة SH1 استخدام الحبال بينما لا يُسمح لرماة فئة SH2 باستخدامها. يحتوي كتيب قواعد الرماية لذوي الاحتياجات الخاصة على تعليمات محددة جدًا بشأن المعدات للمنافسين المتنقلين ومستخدمي الكراسي المتحركة.

## وضعيات البندقية
يستخدم الرماة من فئتى SH1 وSH2 الأوضاع التالية اعتمادا على الحدث، حيث تشمل الوضعيات الثلاثة (الوقوف، الركوع، الاستلقاء) جميعها.
- الوقوف (وقوفًا أو جلوسًا، لا يُسمح بدعم طاولة الرماية).
- الركوع (جلوسًا، مع دعم مرفق واحد على طاولة الرماية بالإضافة إلى استخدام حبال).
- الاستلقاء (جلوسًا أو من وضع الاستلقاء، مع دعم كلا المرفقين على طاولة الرماية بالإضافة إلى استخدام حبل).

الحد الأدنى من درجات التأهيل للبطولات الإقليمية والعالمية (الحد الادنى من درجات التأهيل (MQS)، دورة الألعاب البارالمبية 2012 في لندن).

### تصنيف الرماية الأول
| الحدث | قواعد السلوك                           | الجنس | MQS  |
| ----- | -------------------------------------- | ----- | ---- |
| R1    | بندقية هوائية واقفة 10م.               | رجال  | 545  |
| R2    | بندقية هوائية واقفة 10م.               | نساء  | 355  |
| R3    | بندقية هوائية 10متر في وضعية الاستلقاء | مختلط | 575  |
| R6    | بندقية 50متر في وضعية الاستلقاء        | مختلط | 560  |
| R7    | بندقية 50 متر ثلاثة أوضاع 3×40         | رجال  | 1060 |
| R8    | بندقية 50 متر ثلاثة أوضاع 3×20         | نساء  | 525  |

### تصنيف الرماية الثاني
| الحدث | قواعد السلوك                        | الجنس | MQS |
| ----- | ----------------------------------- | ----- | --- |
| R4    | بندقية هوائية واقفة 10م.            | مختلط | 570 |
| R5    | بندقية هوائية 10م في وضعية الانبطاح | مختلط | 575 |
| R9    | بندقية 50م في وضعية الاستلقاء       | مختلط | 560 |

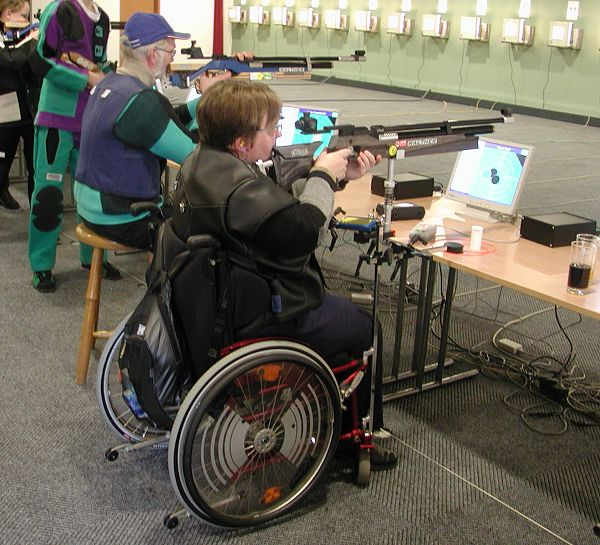
الرماية بالبندقية أثناءالجلوس على كرسي متحرك.
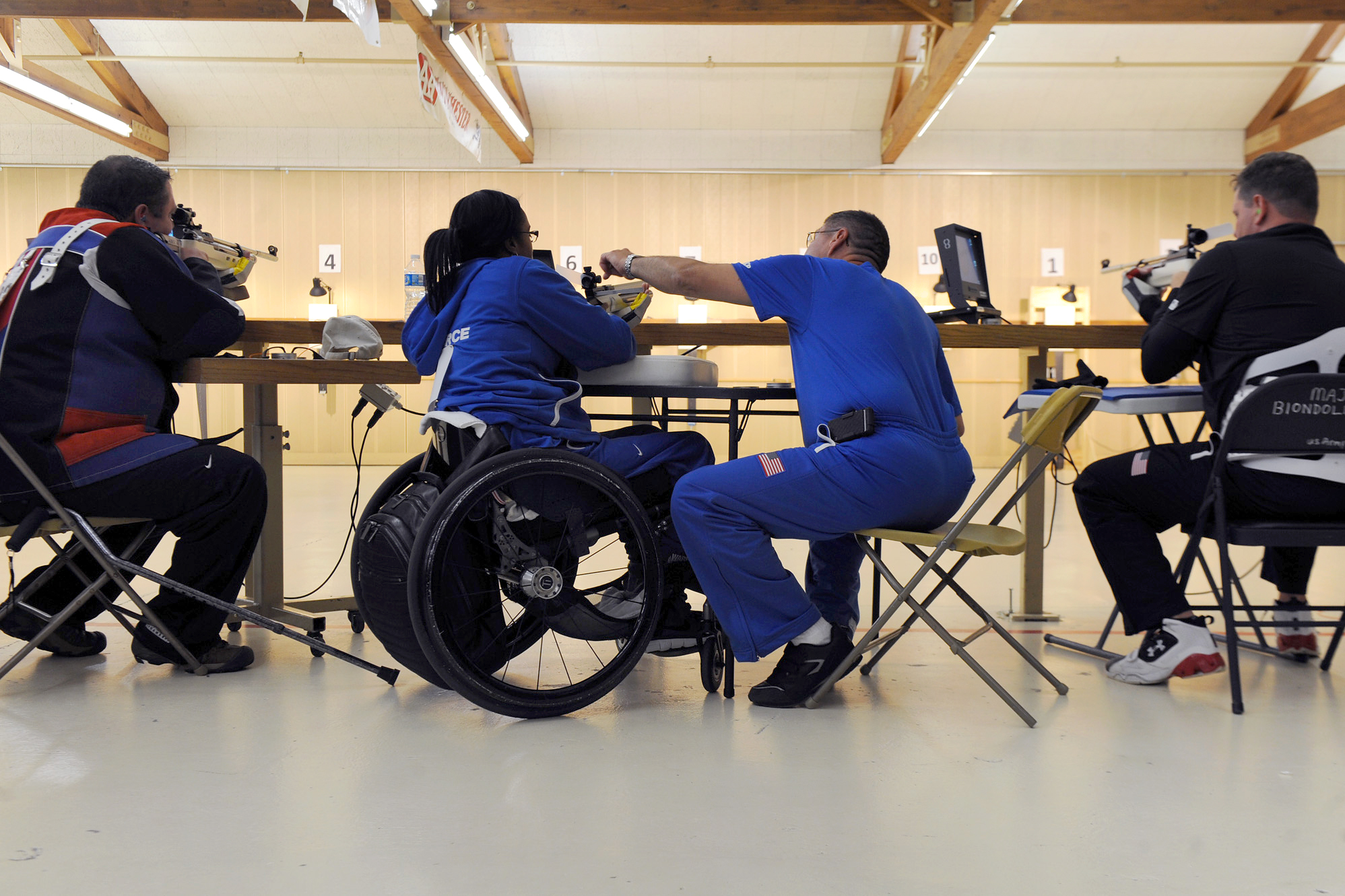
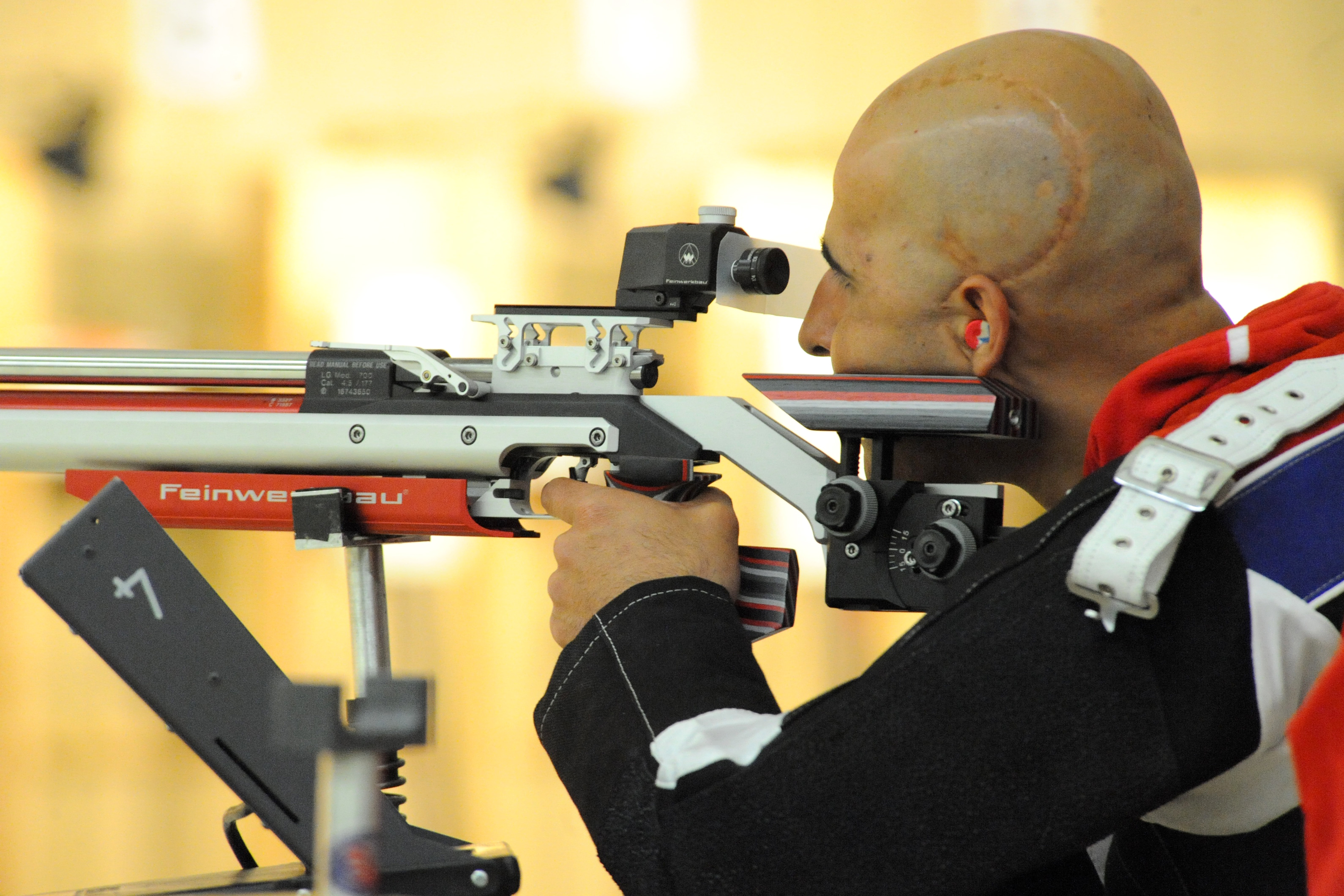
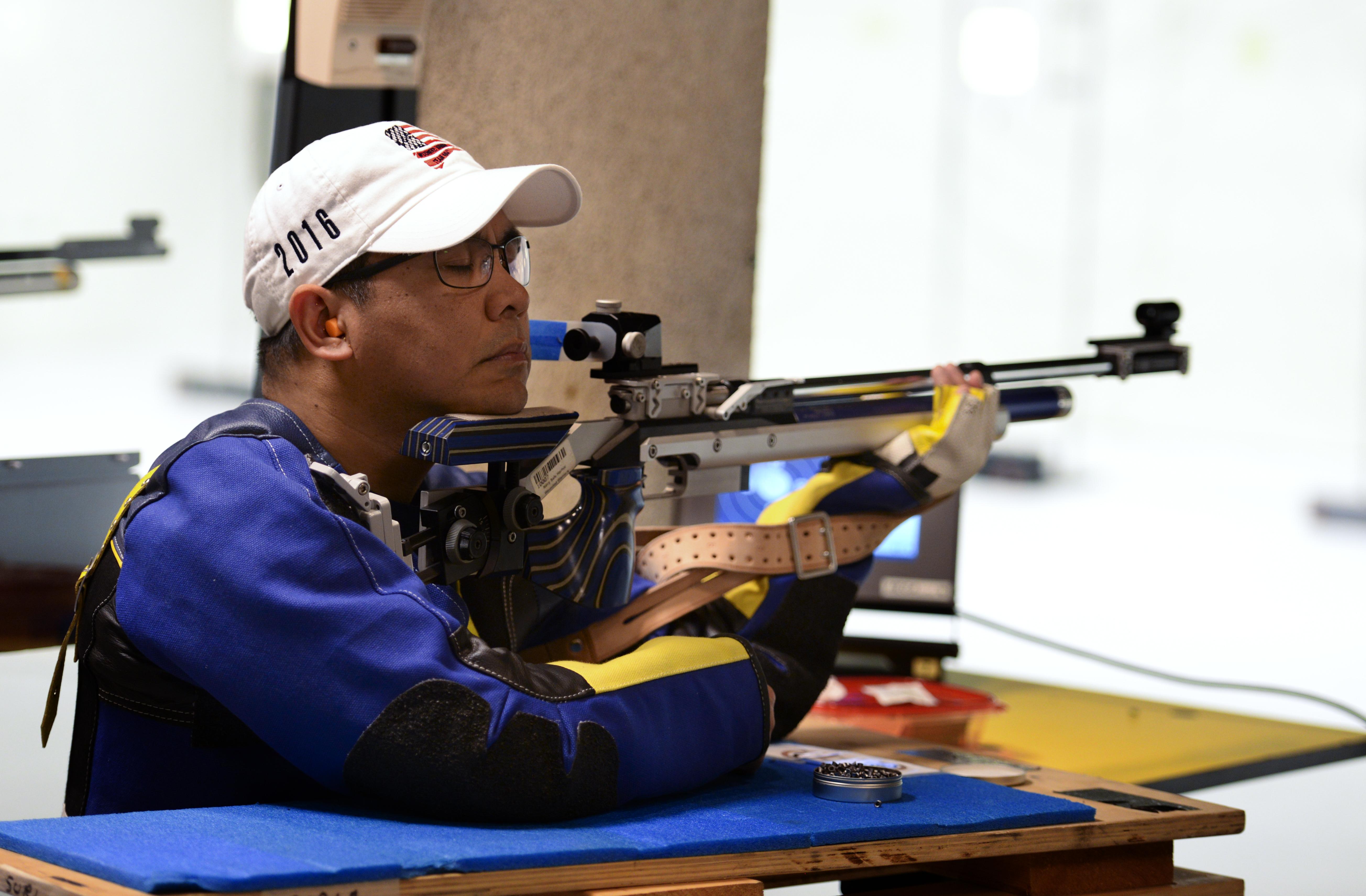

## وضعيات المسدسات
الحد الأدنى من درجات التأهيل للبطولات الإقليمية والعالمية (الحد الادنى من درجات التأهيل، دورة الألعاب البارالمبية في لندن 2012).

### تصنيف الرماية الأول
| الحدث | قواعد السلوك          | الجنس |     |
| ----- | --------------------- | ----- | --- |
| P1    | مسدس هوائي 10م.       | رجال  | 535 |
| P2    | مسدس هوائي 10م.       | نساء  | 340 |
| P3    | مسدس 25م.             | مختلط | 530 |
| P4    | مسدس 50م.             | مختلط | 490 |
| P5    | مسدس هوائي قياسي 10م. | مختلط | 310 |

## المسابقات
يتنافس الرماة من الذكور والإناث أو في بعض الأحداث "مختلطون" معًا. تُجرى المنافسات في مرحلتين: التأهيل والنهائيات. وفقًا لقواعد الاتحاد الدولي للرماية من 2013 حتى 2016. يتنافس المتسابقون في الرماية الهوائية على وضعية الاستلقاء (R3) والرماية ببندقية عيار .22 على وضعية الاستلقاء (R6) يحق القيام بعدد غير محدود من الطلقات التجريبية لمدة 15 دقيقة قبل 60 طلقة تنافسية، والتي يجب إنجازها خلال 50 دقيقة. تُجرى النهائيات الجديدة أيضًا بمشاركة أفضل ثماني رماة بدءًا من الصفر، مع التركيز على المواجهة العشرية لتحديد الفائزين بالميداليات بشكل واضح.
تعتبر درجات التأهيل الدنيا  التي تحددها الدولة المضيفة للألعاب البارالمبية معايير المشاركة المطلوبة في مسابقات الرماية المعترف بها من قبل اللجنة البارالمبية الدولية، مثل البطولات الإقليمية والعالمية. تُجرى المسابقات وفقًا لقواعد وتنظيمات الرماية التابعة للجنة البارالمبية الدولية وقواعد تصنيف الرماية.
تُعقد كأس العالم التي تنظمها اللجنة البارالمبية الدولية، والتي تُقام معظمها في أوروبا وأمريكا الشمالية، كتصفيات معترف بها للألعاب البارالمبية. تُعتبر دورة الألعاب البارالمبية الآسيوية، المعروفة سابقًا باسم ألعاب فيسبيك (اختصارا للألعاب البارالمبية لدول منطقة المحيط الهادي) وبطولة جكجي الكأس الآسيوية المفتوحة في كوريا، من أهم الأحداث الرئيسية للرماية البارالمبية في آسيا.

## تغيرات قواعد الاتحاد الدولي للرماية للفترة 2013-2016
مع انتهاء دورة الألعاب البارالمبية في لندن عام 2012، قدم الاتحاد الدولي للرماية قواعد جديدة للفترة من عام 2013 إلى عام 2016 لتسهيل تحديد الفائزين، حيث كان العديد من الرماة يحققون بسهولة الحد الأقصى من الدرجات.
"تم التأكيد رسميًا على أن الرماية البارالمبية ستلتزم بجميع التغييرات التي أُدخلت على إصدار 2013 من قواعد الاتحاد الدولي لرياضة الرماية، بما في ذلك تغييرات صيغة النهائيات وتجربة نظام التسجيل العشري." تم اتخاذ هذا القرار بما يتماشي مع مذكرة التفاهم (الموقعة في 2010) بين الاتحاد الدولي للرماية والرماية البارالمبية، وبعد دراسة جدية حول ما يتعلق بالتطوير المستقبلي لرياضتنا. وقد تمت الموافقة على القرار وكذلك الاجراءات الشكلية، من قبل مجلس إدارة اللجنة البارالمبية الدولية، كما هو متعارف عليه. تشمل قواعد الاتحاد الدولي للرماية لعام 2013 بعض التغييرات الهامة التي تعتقد الرماية البارالمبية أنها ستؤثر بشكل مثير على مسابقات الرماية البارالمبية.
في يناير 2013، دخلت القواعد الجديدة حيز التنفيذ، بدايةً بالتغييرات الأكثر وضوحًا:
- أوقات المنافسة المختصرة- أصبحت أحداث الرماية الآن تتمتع بنفس الأوقات المختصرة لكل من المتنافسين في الاتحاد الدولي للرماية والرماية البارالمبية.
- صيغة النهائيات الجديدة - يبدأ أفضل ثمانية رماة من الصفر، من خلال سلسلة من 20 طلقة، يتم فيها إقصاء أصحاب الدرجات المنخفضة من الرماة كل بضع طلقات حتى يتنافس أفضل رماه على الميدالية الذهبية، حيث يحصد الفائز أعلى درجة عشرية. تأمل صيغة النهائيات الجديدة في "جذب الجمهور العالمي من خلال جذب المتفرجين والمشجعين من خلال صيغة منافسة جذابة وسهلة الفهم".
- تغييرات الملابس - لا يُطلب من الرماة البارالمبيين ارتداء السراويل المخصصة للرماية إذا كانوا جالسين، كما تم تقليم أحذية الرماية للمنافسين الذين يقفون، وغيرها.

تركز فرق الرماية حول العالم الآن على تجارب تسجيل الأعداد العشرية في مرحلة التصفيات، وليس فقط في مرحلة النهائيات. وبالمثل، فان علم السلامة وفقا ل (القانون 6.2.2.2)، هو علم صغير تابع للاتحاد الدولي للرماية مثبت على أحد طرفي خط نايلون عالي الوضوح (مثل الذي يستخدم في أدوات الحديقة مثل آلة قص العشب). يتم إدخال العلم بطول كامل وخروجه من الطرف الآخر لكل من البنادق والمسدسات لإظهار بوضوح أن السلاح الناري فارغة وآمنة، ويعتبر هذا من المعدات الأمنية الإضافية المطلوبة في النهائيات، بالإضافة إلى التحكم في السلاح أثناء الانتظار عند نقطة الإطلاق.

## See also
- الرماية في الألعاب البارالمبية الصيفية.
- تصنيف الرماية البارالمبية.

## External links
- World Shooting Para Sport - Official Website
- Shooting Rulebook – International Shooting Sport Federation (ISSF) نسخة محفوظة 18 يوليو 2010 على موقع واي باك مشين.
- 2013-2016 ISSF Rules Change Summary
- IPC Shooting @RIO 2016
- Shooting For Disabled Information نسخة محفوظة 23 مارس 2018 على موقع واي باك مشين.
- International Blind Sports Association: Shooting